# Kateřina Emmons
Kateřina Emmons (n. 17 noiembrie 1983, Plzeň, Cehoslovacia) este o trăgătoare de tir cehă, medaliată olimpică. A participat la 3 ediții ale Jocurilor Olimpice (2004, 2008, 2012) în care a câștigat o medalie de aur, o medalie de argint și o medalie de bronz.